# Gynochthodes pubifolia
Gynochthodes pubifolia är en måreväxtart som beskrevs av Elmer Drew Merrill. Gynochthodes pubifolia ingår i släktet Gynochthodes och familjen måreväxter.
Artens utbredningsområde är Sumatera. Inga underarter finns listade i Catalogue of Life.